# Danuše Klichová
Danuše Klichová, někdy též Danuše Hostinská-Klichová, (* 22. srpna 1949 Brno) je česká herečka.
Před kamerou se prvně objevila v roce 1968 v televizním snímku Natali. O tři roky později (1971) si zahrála postavu Daniely ve filmu Svědectví mrtvých očí, která je milenkou staršího ženatého profesora Horáčka, jehož hraje Jiří Adamíra. Úlohu dostala také ve filmech Směšný pán režírovaný Karlem Kachyňou nebo v komedii Brácha za všechny peníze.
Od roku 1999 patří mezi osobnosti, jejichž hlas informuje z nádražního rozhlasu (systém INISS) na železničních stanicích a zastávkách v České republice o aktuální dopravní a provozní situaci.
Její dcerou je česká moderátorka a herečka Marta Ondráčková.